# Élections législatives de 1946 dans le Rhône
Les élections législatives françaises de 1946 se tiennent le 10 novembre. Ce sont les premières élections législatives de la Quatrième république, après l'adoption lors du référendum du 13 octobre d'une nouvelle constitution.

## Mode de scrutin
L'Assemblée nationale est composée de 618 sièges pourvus au scrutin proportionnel plurinominal suivant la règle de la plus forte moyenne dans le cadre départemental, sans panachage. 
Le vote préférentiel est admis, en inscrivant un numéro d'ordre en face du nom d'un, de plusieurs ou de tous les candidats de la liste. Mais l'ordre ne pourra être modifié que si au moins la moitié des suffrages portés sur la liste est numéroté. Dans les faits, les modifications ne dépasseront jamais les 7 %.
Dans le département du Rhône, douze députés sont à élire, le même nombre que lors des élections aux constituantes d'octobre 1945 et de juin 1946.
Les législateurs ne voulant pas que les circonscriptions dépassent les 10 sièges, le département est découpé en 2 circonscriptions. Ce découpage est maintenu avec la nouvelle constitution :
- la première regroupe la ville de Lyon plus les cantons de Villeurbanne, Limonest et Neuville-sur-Saône. Elle est dotée de 8 sièges ;
- la deuxième regroupe le reste de l'arrondissement de Lyon et celui de Villefranche. Elle est dotée de 4 sièges.

## Élus
| Député sortant          | Parti | Parti   | Député élu ou réélu     | Parti | Parti   |
| ----------------------- | ----- | ------- | ----------------------- | ----- | ------- |
| 1re Circonscription     |       |         |                         |       |         |
| Julien Airoldi          |       | PCF     | Julien Airoldi          |       | PCF     |
| Mathilde Méty           |       | PCF     | Mathilde Méty           |       | PCF     |
| André Philip            |       | SFIO    | André Philip            |       | SFIO    |
| Maurice Guérin          |       | MRP     | Maurice Guérin          |       | MRP     |
| Joannès Charpin         |       | MRP     | Joannès Charpin         |       | MRP     |
| Édouard Herriot         |       | Rad-soc | Édouard Herriot         |       | Rad-soc |
| Alfred Jules-Julien     |       | Rad-soc | Alfred Jules-Julien     |       | Rad-soc |
| Pierre Montel           |       | PRL     | Pierre Montel           |       | PRL     |
| 2e Circonscription      |       |         |                         |       |         |
| Eugène Montagnier       |       | PCF     | Eugène Montagnier       |       | PCF     |
| Albert Lécrivain-Servoz |       | MRP     | Albert Lécrivain-Servoz |       | MRP     |
| Jean Villard            |       | MRP     | Jean Villard            |       | MRP     |
| Claudius Delorme        |       | Paysan. | Lucien Degoutte         |       | Rad-soc |

## Résultats

### 1recirconscription (Lyon)
| Parti    | Parti    | Tête de liste   | Résultats | Résultats | Sièges |  |
| Parti    | Parti    | Tête de liste   | Voix      | %         |        |  |
| -------- | -------- | --------------- | --------- | --------- | ------ |  |
|          | PCF      | Julien Airoldi  | 75 972    | 27,86     | 2      |  |
|          | RGR      | Édouard Herriot | 74 849    | 27,45     | 2      |  |
|          | MRP      | Maurice Guérin  | 63 262    | 23,20     | 2      |  |
|          | SFIO     | André Philip    | 26 966    | 9,89      | 1      |  |
|          | PRL      | Pierre Montel   | 28 725    | 10,54     | 1      |  |
|          | PCI      | Marc Paillet    | 2 883     | 1,06      | -      |  |
|          |          |                 |           |           |        |  |
| Inscrits | Inscrits | Inscrits        | 360 539   | 100,00    | 8      |  |
| Votants  | Votants  | Votants         | 276 245   | 76,62     |        |  |
| Exprimés | Exprimés | Exprimés        | 272 657   | 98,70     |        |  |

### 2ecirconscription (Villefranche)
| Parti    | Parti    | Tête de liste           | Résultats | Résultats | Sièges |  |
| Parti    | Parti    | Tête de liste           | Voix      | %         |        |  |
| -------- | -------- | ----------------------- | --------- | --------- | ------ |  |
|          | MRP      | Albert Lécrivain-Servoz | 37 105    | 28,93     | 2      |  |
|          | PCF      | Eugène Montagnier       | 30 654    | 23,90     | 1      |  |
|          | RGR      | Lucien Degoutte         | 18 679    | 14,56     | 1 1    |  |
|          | Paysan   | Claudius Delorme        | 17 332    | 13,51     | - 1    |  |
|          | SFIO     | André Morel             | 9 173     | 7,15      | -      |  |
|          | PRL      | Joannès Giraud          | 6 929     | 5,40      | -      |  |
|          | Gaull.   | Bernard Lataste         | 4 329     | 3,38      | -      |  |
|          | PSD      | Armand Chouffet         | 4 060     | 3,17      | -      |  |
|          |          |                         |           |           |        |  |
| Inscrits | Inscrits | Inscrits                | 169 296   | 100,00    | 4      |  |
| Votants  | Votants  | Votants                 | 130 552   | 77,12     |        |  |
| Exprimés | Exprimés | Exprimés                | 128 261   | 98,25     |        |  |